# Streichquartett (Film)
Streichquartett ist eine Fernsehgroteske des SDR nach einer Vorlage von Szőke Szakáll.
Sie diente als Eröffnungsprogramm der Münchner Lach- und Schießgesellschaft Silvester 1962.

## Handlung
Um einen musikalischen Geschäftspartner bei Laune zu halten, beabsichtigt Direktor Schwarz, ein antiquierter Fabrikbesitzer, zu dessen Ehren einen Hausmusikabend zu veranstalten. Um mit firmeneigenen Musikern renommieren zu können, erhält Personalchef Krümmer den Auftrag, aus den Reihen der Angestellten ein Streichquartett zusammenzustellen. Obwohl es um die Musizierfreudigkeit im Betrieb eher schlecht bestellt ist, gelingt es Krümmer anhand der Personalakte vier Personen aus der Firma zu ermitteln, die seinerzeit als besondere Fähigkeit das Spielen eines Streichinstruments angegeben hatten.
Nach und nach, in (geliehenem) Frack und mit Geigen-, Cello- oder Bratschenkasten ausgestattet, trudeln die Mitarbeiter mit dem besonderen musikalischen Talent im Musiksalon bei Direktor Schwarz ein. Schrittweise stellt sich heraus, dass keiner von ihnen ein Streichinstrument beherrscht. Vielmehr haben sie dem Druck des Personalchefs nachgegeben, hatten sich aber vorsorglich eine Ausrede ausgedacht, um kurz vor dem geplanten Auftritt unpässlich zu sein.
Vier vermeintliche „Musiker“ stehen nun vor der schwierigen Aufgabe sich irgendwie aus der Affäre zu ziehen, was turbulente Verwicklungen zur Folge hat.